# Francesca Baglioncella
Francesca Baglioncella, née au xvie siècle à Pérouse est une compositrice italienne.

## Biographie
Francesca Baglioncella est l'autrice de madrigaux et chants qui furent populaires en leur temps.